# Локоть, Василий Тимофеевич
Васи́лий Тимофе́евич Ло́коть (декабрь 1899, Борзна, Черниговская губерния — 15 декабря 1937) — русский советский писатель, журналист, драматург и очеркист, работал под творческим псевдонимом А. Зо́рич. 
А. Зо́рич автор широко известных рассказов, повестей, пьес. Сын Т. В. Локотя.

## Биография
Василий Локоть родился в декабре (точная дата рождения неизвестна) 1899 года в Борзне Черниговской губернии в семье преподавателя гимназии. Детство провёл в Киеве, где его отец был преподавателем гимназии, а впоследствии профессором Киевского университета. С 11 лет Василий жил с матерью в Чернигове, где она работала фельдшерицей в городской больнице. С самого детства у него был костный туберкулёз ноги, из-за чего он был обречён всю жизнь ходить с костылями.
Уже в черниговской гимназии был связан с революционной молодёжью. Там же познакомился с Фанни Марковной Маковской, которая впоследствии стала его женой. Учась в гимназии, написал свою первую статью, которая была опубликована в одной киевской газете. В 1918 году окончил гимназию.
С 1919 года начал работать в черниговской газете «Знамя Советов» (в дальнейшем — «Известия», «Красное знамя») секретарём редакции. Здесь приобщился к репортёрской работе: писал заметки на бытовые темы, фельетоны, судебные отчёты, театральные рецензии, подписывая их псевдонимом «А. Зорич». Одновременно плодотворно сотрудничал с киевской газетой «Пролетарская правда».
В 1922 году переехал в Москву в связи с приглашением сотрудничать в «Правде». До 1928 года работал в бюро расследований газеты «Правда». Кроме «Правды», печатался в «Огоньке», «Прожекторе», «Смехаче» и «Чудаке». 
В 1927 принял участие в коллективном романе «Большие пожары», публиковавшемся в журнале «Огонёк».
Первые сборники писателя «Глушь», «О зонтиках, о рапирах и прочем», «О цветной капусте» вышли в 1925 году. С начала 1930-х годов также регулярно печатался в «Известиях».
В 1920-е — 1930-е годы, будучи постоянным автором статей, рассказом и фельетонов, публиковавшихся в ведущих столичных периодических изданиях, имел славу одного из крупнейших советских фельетонистов. Несмотря на костный туберкулёз ноги, которым он болел с детства, из-за чего ему приходилось ходить с костылями, Зорич много ездил по стране. Поскольку необходимость передвигаться на костылях мешала его журналистской работе, в конце 1920-х — самом начале 1930-х он овладел профессией шофёра и купил «Шевроле» (что было тогда редкостью) —  это избавило его от многих затруднений. Выпустил очерковые книги «В стране гор» (1929, о Дагестане и Туркестане), «Машина идёт в Севастополь» (1932, об автопробеге Москва-Севастополь). В 1929 году, посетив северо-запад России (Карелия, Кольский полуостров), написал о северных краях книгу очерков «Советская Канада» (1931).

## Арест и казнь
Арестован 22 августа 1937 года. Обвинён в участии в антисоветской контрреволюционной террористической организации. Имя Василия Зорича (Локтя) было включено в сталинский расстрельный список, датированный 13 декабря 1937 года (№ 23 в списке из 86 имён и фамилий, подлежащих осуждению по 1-й категории, под грифом «Москва-Центр», за подписью начальника 8-го отдела ГУГБ НКВД старшего майора ГБ Владимира Цесарского). Приговорён к ликвидации Сталиным, Молотовым и Ворошиловым (автографы на титульном листе списка). 15 декабря 1937 года приговор был формально утверждён на заседании Военной коллегии Верховного суда СССР. Казнён в тот же день.
Реабилитирован посмертно 26 сентября 1957 года ВКВС СССР. После реабилитации были переизданы некоторые его произведения: в журнале «Юность» (1957. № 12) был опубликовал рассказ «Обида», в журнале «Москва» (1958. № 4) рассказ «Ровно в четыре».

## Творчество
В творчестве Зорича преобладают произведения сатирического характера. Он первым в советской публицистике стал работать в особом жанре, который сам создал и разработал — в жанре фельетона-рассказа, где сочетание реальных фактов и их свободного беллетристического изложения позволяло более эмоционально воздействовать на читателя: «Общий знакомый», «С натуры», «Медаль», «О чём рассказал бухгалтер», «Неоконченный рассказ», «Ёлки-палки» и многие другие. Зорич тепло и восторженно рассказывал об участниках революции, о тех, кто самоотверженно строил «новое общество»: очерки-рассказы «Простой случай», «Крест у насыпи», «Эпизод», «Редактор», «Иван Ильич» и др..
Николай Атаров так описывал его стиль: «В своих рассказах и фельетонах А. Зорич всегда выступал, как боевой агитатор. О людях революции он говорил с подъёмом, с пафосом и восторгом. О честных незаметных тружениках, зачастую отсталых, но всей душой тянущихся к новой жизни — с сердечным сочувствием, лиризмом и порою с добрым юмором. О врагах же, бюрократах, самодурах, захребетниках, стяжателях, тунеядцах он говорил с гневом и ненавистью, не жалея на них сатирического бича. Очень много бичует он всяческое мещанство, обывательщину, всяческие отрицательные явления и поступки людей».